# Lee Smith (écrivain)
Pour les articles homonymes, voir Smith et Lee Smith.
Lee Smith, née le 1er novembre 1944  à Grundy en Virginie, est une écrivaine et enseignante américaine. Plusieurs fois primée, son œuvre est marquée par la vie quotidienne dans le Sud des États-Unis.

## Biographie
Lee Smith est née en 1944 à Grundy, en Virginie, une petite ville minière située dans les Appalaches, à moins de 15 km de la frontière avec le Kentucky. Sa mère, Virginia Elizabeth née Marshall, connue sous le nom de « Gig », était diplômée de l'université et enseignait. Son père, Ernest Lee Smith, était commerçant. Après avoir passé ses deux dernières années de lycée à l'école Sainte-Catherine de Richmond, en Virginie, Lee Smith est inscrite au Hollins College de Roanoke. Elle y étudie de 1963 à 1967. Avec sa camarade Annie Dillard (devenue ultérieurement essayiste et romancière), elle devient danseuse de go-go pour un groupe de rock composé uniquement de filles, les Virginia Woolfs.
En 1966, lors de sa dernière année à Hollins, Smith rédige une première version d'un roman sur le passage à l'âge adulte dans le cadre d'un concours littéraire local et reçoit l'une des douze bourses d'études. Elle poursuit des études à La Sorbonne à Paris.
Deux ans plus tard, ce roman, The Last Day the Dog Bushes Bloomed (Harper & Row, 1968), devient la première œuvre de fiction publiée par elle. Elle publie un deuxième roman en 1971, Something in the Wind, bien accueilli, et un troisième en 1973, Fancy Strut, unanimement salué. En 1974, Lee Smith et sa famille (elle s'est mariée) déménagent à Chapel Hill, en Caroline du Nord. Son quatrième roman, Black Mountain Breakdown, publié en 1980, est terminé à Chapel Hill. C'est son œuvre la plus sombre. Elle s'y insurge contre l'acceptation par les femmes du rôle que leur impose les hommes. Un recueil de nouvelles, Cakewalk, est également publié publiés en 1980. Au début des années 1980, son mariage se brise. Elle accepte un poste de professeur à l'université d'État de Caroline du Nord à Raleigh, et y enseigne pendant de nombreuses années. Elle continue pour autant à écrire et publie des romans et des recueils de nouvelles, et est plusieurs fois primée,,. Elle se remarie en 1985. Ces récits  se déroulent généralement dans le Sud contemporain. Elle publie en 2016 ses mémoires, Dimestore : A Writer's Life, conçues comme une série d'essais personnels.
Elle obtient le prix John-Dos-Passos en 1987, et l'Award in Fiction de l'American Academy of Arts and Letters en 1999.

## Œuvres

### Romans
- The Last Day the Dogbushes Bloomed (1968)
- Black Mountain Breakdown (1980)
- Oral History (1983)

- traduit en français par Philip Stewart et Jean Vaché sous le titre La Combe du Chat-Huant, Castelnau-le-Lez, France, Éditions Climats, 2000, 311 p.  (ISBN 2-84158-159-4)
- Family Linen (1985)
- Fair and Tender Ladies (1988)
- The Devil's Dream (1992)

- traduit en français par Jean Vaché sous le titre Le Rêve du diable, Castelnau-le-Lez, France, Éditions Climats, 2003, 372 p.  (ISBN 2-84158-220-5)
- Saving Grace (1995)
- The Christmas Letters (1996)
- The Last Girls (2003)
- On Agate Hill (2006)
- Guests on Earth (2013)

### Recueils de nouvelles
- Cakewalk (1981)
- Me and My Baby View the Eclipse (1990)
- News of the Spirit (1997)
- Mrs. Darcy and the Blue-Eyed Stranger (2010)